# Vancouver-West End (circonscription britanno-colombienne)
Pour les articles homonymes, voir Vancouver (homonymie) et West End (homonymie).
Circonscription électorale provinciale du Canada
Vancouver-West End est une circonscription provinciale de la Colombie-Britannique représentée à l'Assemblée législative de la Colombie-Britannique depuis 2009.

## Géographie
En 2020, la circonscription représente le quartier West End, ainsi que le parc Stanley de Vancouver dans le district régional du Grand Vancouver.

## Liste des députés
| Législature                                                   | Années                                                        | Député                                                        | Député                                                        | Parti                                                         |
| Vancouver-West End Circonscription issue de Vancouver-Burrard | Vancouver-West End Circonscription issue de Vancouver-Burrard | Vancouver-West End Circonscription issue de Vancouver-Burrard | Vancouver-West End Circonscription issue de Vancouver-Burrard | Vancouver-West End Circonscription issue de Vancouver-Burrard |
| ------------------------------------------------------------- | ------------------------------------------------------------- | ------------------------------------------------------------- | ------------------------------------------------------------- | ------------------------------------------------------------- |
| 39e                                                           | 2009–2013                                                     |                                                               | Spencer Chandra Herbert (en)                                  | Néo-démocrate                                                 |
| 40e                                                           | 2013–2017                                                     |                                                               | Spencer Chandra Herbert (en)                                  | Néo-démocrate                                                 |
| 41e                                                           | 2017–2020                                                     |                                                               | Spencer Chandra Herbert (en)                                  | Néo-démocrate                                                 |
| 42e                                                           | 2020–2024                                                     |                                                               | Spencer Chandra Herbert (en)                                  | Néo-démocrate                                                 |
| 43e                                                           | 2024–en cours                                                 |                                                               | Spencer Chandra Herbert (en)                                  | Néo-démocrate                                                 |

## Résultats électoraux

Frontière de la circonscription en 2015.
Frontière de la circonscription en 2023.